# Dennis di Cicco
| Asteroidi scoperti: 54 | Asteroidi scoperti: 54 |
| ---------------------- | ---------------------- |
| 7311 Hildehan          | 14 ottobre 1995        |
| 7610 Sudbury           | 3 dicembre 1995        |
| 8900 AAVSO             | 24 ottobre 1995        |
| 9983 Rickfienberg      | 19 febbraio 1995       |
| 10153 Goldman          | 26 ottobre 1994        |
| 10373 MacRobert        | 14 marzo 1996          |
| 10596 Stevensimpson    | 4 ottobre 1996         |
| 11132 Horne            | 17 novembre 1996       |
| 12780 Salamony         | 9 febbraio 1995        |
| (13183) 1996 TW        | 5 ottobre 1996         |
| 13623 Seanwalker       | 3 ottobre 1995         |
| 16779 Mittelman        | 30 novembre 1996       |
| 17610 Riggsbee         | 23 ottobre 1995        |
| (19311) 1996 VF3       | 12 novembre 1996       |
| (19323) 1996 XM13      | 9 dicembre 1996        |
| (20153) 1996 TC8       | 12 ottobre 1996        |
| (20165) 1996 VT2       | 10 novembre 1996       |
| (23565) 1994 WB        | 23 novembre 1994       |
| (27858) 1995 BZ1       | 30 gennaio 1995        |
| (27880) 1996 EQ        | 14 marzo 1996          |
| 27899 Letterman        | 18 agosto 1996         |
| (27906) 1996 TZ7       | 12 ottobre 1996        |
| (27924) 1997 AZ10      | 9 gennaio 1997         |
| (30994) 1995 UE2       | 24 ottobre 1995        |
| (31006) 1995 XC        | 3 dicembre 1995        |
| (31058) 1996 TA5       | 8 ottobre 1996         |
| (31081) 1996 XO13      | 9 dicembre 1996        |
| (31184) 1997 YZ4       | 26 dicembre 1997       |
| (32947) 1995 YH2       | 23 dicembre 1995       |
| (39718) 1996 VG3       | 12 novembre 1996       |
| (39728) 1996 WG        | 17 novembre 1996       |
| (39747) 1997 BM1       | 29 gennaio 1997        |
| (42543) 1996 BR        | 16 gennaio 1996        |
| (42556) 1996 TA8       | 12 ottobre 1996        |
| (43894) 1995 TP        | 12 ottobre 1995        |
| (43934) 1996 TC        | 1º ottobre 1996        |
| (48642) 1995 UH1       | 23 ottobre 1995        |
| (48684) 1996 EP        | 14 marzo 1996          |
| (52478) 1995 TO        | 12 ottobre 1995        |
| (52531) 1996 TB8       | 12 ottobre 1996        |
| (55831) 1995 XL        | 12 dicembre 1995       |
| (55847) 1996 SQ        | 20 settembre 1996      |
| (58501) 1996 VQ2       | 10 novembre 1996       |
| (58502) 1996 VH3       | 12 novembre 1996       |
| (58503) 1996 VJ3       | 12 novembre 1996       |
| (73856) 1996 WF        | 16 novembre 1996       |
| (79305) 1995 XK        | 12 dicembre 1995       |
| (79331) 1996 TY        | 5 ottobre 1996         |
| (79334) 1996 TZ9       | 15 ottobre 1996        |
| (100487) 1996 VO2      | 10 novembre 1996       |
| (100495) 1996 WH       | 17 novembre 1996       |
| (100496) 1996 WJ       | 17 novembre 1996       |
| (120651) 1996 TA10     | 15 ottobre 1996        |
| (120661) 1996 VZ2      | 11 novembre 1996       |

Dennis Di Cicco (1950) è un astronomo statunitense.
Ha scoperto numerosi asteroidi come astronomo amatoriale dal suo osservatorio privato a Sudbury, Massachusetts.

È vice redattore capo della rivista Sky and Telescope, di cui è membro dello staff dal 1974
Tra i suoi interessi ci sono l'astrofotografia, la storia della fotografia astronomica, l'autocostruzione e l'osservazione astronomica.

Tra il 1978 e il 1979 è stato il primo a fotografare con successo l'analemma, facendo 48 esposizioni sulla stessa pellicola durante l'arco di 12 mesi. Il progetto è stato descritto sul numero di giugno 1979 di Sky & Telescope.

## Riconoscimenti
Nel 1990 gli è stato dedicato un asteroide, 3841 Dicicco .
Nel 1997 ha ricevuto il Leslie C. Peltier Award .
Nel 2015 gli è stato assegnato il Walter Scott Houston Award .